# Rallye d'Italie-Sardaigne 2009
Le Rallye de Sardaigne 2009 est le 6e rallye du Championnat du monde des rallyes 2009.

## Résultats
| Rang | Pilote                | Copilote             | Voiture                        | Temps             | Différence    | Points |
| WRC  | WRC                   | WRC                  | WRC                            | WRC               | WRC           | WRC    |
| ---- | --------------------- | -------------------- | ------------------------------ | ----------------- | ------------- | ------ |
| 1    | Jari-Matti Latvala    | Miikka Anttila       | Ford Focus RS WRC 09           | 4 h 00 min 55 s 7 |               | 10     |
| 2    | Mikko Hirvonen        | Jarmo Lehtinen       | Ford Focus RS WRC 09           | 4 h 01 min 25 s 1 | 29 s 4        | 8      |
| 3    | Petter Solberg        | Phil Mills           | Citroën Xsara WRC              | 4 h 02 min 53 s 3 | 1 min 57 s 6  | 6      |
| 4    | Sébastien Loeb        | Daniel Elena         | Citroën C4 WRC                 | 4 h 04 min 39 s 4 | 3 min 43 s 7  | 5      |
| 5    | Evgeny Novikov        | Dale Moscatt         | Citroën C4 WRC                 | 4 h 06 min 07 s 5 | 5 min 11 s 8  | 4      |
| 6    | Matthew Wilson        | Scott Martin         | Ford Focus RS WRC 08           | 4 h 08 min 25 s 0 | 7 min 29 s 3  | 3      |
| 7    | Mads Østberg          | Veronica Engan       | Subaru Impreza WRC             | 4 h 14 min 16 s 3 | 13 min 20 s 6 | 2      |
| 8    | Henning Solberg       | Cato Menkerud        | Ford Focus RS WRC 08           | 4 h 14 min 16 s 9 | 13 min 21 s 2 | 1      |
| JWRC |                       |                      |                                |                   |               |        |
| 1    | Martin Prokop         | Jan Tománek          | Citroën C2 S1600               | 4 h 23 min 40 s 6 |               | 10     |
| 2    | Michal Kosciuszko     | Maciek Szczepaniak   | Suzuki Swift S1600             | 4 h 23 min 53 s 8 | 13 s 2        | 8      |
| 3    | Aaron Nikolai Burkart | Michael Kölbach      | Suzuki Swift S1600             | 4 h 31 min 55 s 4 | 8 min 14 s 8  | 6      |
| 4    | Yoann Bonato          | Benjamin Boulloud    | Suzuki Swift S1600             | 4 h 34 min 45 s 2 | 11 min 04 s 5 | 5      |
| 5    | Alessandro Bettega    | Simone Scattolin     | Renault Clio R3                | 4 h 35 min 40 s 2 | 11 min 59 s 5 | 4      |
| 6    | Hans Weijs Jr.        | Bjorn Degandt        | Citroën C2 S1600               | 4 h 37 min 14 s 2 | 13 min 33 s 5 | 3      |
| 7    | Simone Bertolotti     | Luca Celestini       | Suzuki Swift S1600             | 5 h 13 min 03 s 0 | 49 min 22 s 4 | 2      |
| PWRC |                       |                      |                                |                   |               |        |
| 1    | Nasser Al-Attiyah     | Giovanni Bernacchini | Subaru Impreza WRX STi N14     | 4 h 20 min 39 s 4 |               | 10     |
| 2    | Patrik Sandell        | Emil Axelsson        | Škoda Fabia S2000              | 4 h 20 min 40 s 9 | 1 s 5         | 8      |
| 3    | Armindo Araujo        | Ramalho Miguel       | Mitsubishi Lancer Evolution IX | 4 h 24 min 23 s 5 | 3 min 44 s 1  | 6      |
| 4    | Patrick Flodin        | Göran Bergsten       | Subaru Impreza WRX STi         | 4 h 27 min 14 s 9 | 6 min 35 s 5  | 5      |
| 5    | Eyvind Brynildsen     | Denis Giraudet       | Mitsubishi Lancer Evolution IX | 4 h 34 min 37 s 9 | 13 min 58 s 5 | 4      |
| 6    | Fréderic Sauvan       | Sébastien Capanna    | Mitsubishi Lancer Evolution IX | 4 h 47 min 14 s 5 | 26 min 35 s 1 | 3      |
| 7    | Gianluca Linari       | Paolo Gregoriani     | Subaru Impreza WRX STi         | 4 h 48 min 10 s 7 | 27 min 31 s 3 | 2      |
| 8    | Gabor Mayer           | Robert Tagai         | Subaru Impreza WRX STi         | 4 h 48 min 11 s 3 | 27 min 31 s 9 | 1      |

## Spéciales chronométrées
| Étape        | Spéciale | Heure   | Nom            | Distance | Vainqueur          | Temps         | Leader             |
| ------------ | -------- | ------- | -------------- | -------- | ------------------ | ------------- | ------------------ |
| 1er (22 mai) | SS1      | 09 h 32 | Sa Conchedda 1 | 14,99 km | Jari-Matti Latvala | 10 min 33 s 3 | Jari-Matti Latvala |
| 1er (22 mai) | SS2      | 10 h 08 | Loelle 1       | 22,30 km | Dani Sordo         | 13 min 41 s 6 | Jari-Matti Latvala |
| 1er (22 mai) | SS3      | 10 h 43 | Crastazza 1    | 27,81 km | Jari-Matti Latvala | 18 min 24 s 8 | Jari-Matti Latvala |
| 1er (22 mai) | SS4      | 14 h 57 | Sa Conchedda 2 | 14,99 km | Jari-Matti Latvala | 10 min 16 s 3 | Jari-Matti Latvala |
| 1er (22 mai) | SS5      | 15 h 33 | Loelle 2       | 22,30 km | Sébastien Loeb     | 13 min 19 s 8 | Jari-Matti Latvala |
| 1er (22 mai) | SS6      | 16 h 08 | Crastazza 2    | 27,81 km | Jari-Matti Latvala | 17 min 57 s 0 | Jari-Matti Latvala |
| 2e (23 mai)  | SS7      | 08 h 45 | Sa Linea 1     | 14,20 km | Mikko Hirvonen     | 9 min 10 s 5  | Jari-Matti Latvala |
| 2e (23 mai)  | SS8      | 09 h 31 | Fiorentini 1   | 22,02 km | Sébastien Loeb     | 18 min 06 s 4 | Jari-Matti Latvala |
| 2e (23 mai)  | SS9      | 10 h 32 | Monte Lerno 1  | 29,15 km | Sébastien Loeb     | 19 min 36 s 7 | Jari-Matti Latvala |
| 2e (23 mai)  | SS10     | 15 h 05 | Sa Linea 2     | 14,20 km | Mikko Hirvonen     | 9 min 05 s 4  | Jari-Matti Latvala |
| 2e (23 mai)  | SS11     | 15 h 51 | Fiorentini 2   | 22,02 km | Petter Solberg     | 17 min 53 s 3 | Jari-Matti Latvala |
| 2e (23 mai)  | SS12     | 16 h 52 | Monte Lerno 2  | 29,15 km | Sébastien Loeb     | 18 min 58 s 6 | Jari-Matti Latvala |
| 3e (24 mai)  | SS13     | 07 h 08 | Monte Olia 1   | 19,31 km | Jari-Matti Latvala | 14 min 24 s 3 | Jari-Matti Latvala |
| 3e (24 mai)  | SS14     | 07 h 42 | Sorillis 1     | 18,66 km | Jari-Matti Latvala | 14 min 21 s 1 | Jari-Matti Latvala |
| 3e (24 mai)  | SS15     | 10 h 19 | Arzachena      | 10,24 km | Henning Solberg    | 5 min 46 s 7  | Jari-Matti Latvala |
| 3e (24 mai)  | SS16     | 11 h 46 | Monte Olia 2   | 19,31 km | Henning Solberg    | 14 min 02 s 6 | Jari-Matti Latvala |
| 3e (24 mai)  | SS17     | 12 h 20 | Sorillis 2     | 18,66 km | Sébastien Loeb     | 13 min 48 s 3 | Jari-Matti Latvala |

## Classements au championnat après l'épreuve

### Classement des pilotes
| Rang | Pilote             | Rallyes | Rallyes | Rallyes | Rallyes | Rallyes | Rallyes | Rallyes | Rallyes | Rallyes | Rallyes | Rallyes | Rallyes | Total points |
| Rang | Pilote             | IRL     | NOR     | CYP     | POR     | ARG     | ITA     | GRE     | POL     | FIN     | AUS     | ESP     | GBR     | Total points |
| ---- | ------------------ | ------- | ------- | ------- | ------- | ------- | ------- | ------- | ------- | ------- | ------- | ------- | ------- | ------------ |
| 1er  | Sébastien Loeb     | 10      | 10      | 10      | 10      | 10      | 5       |         |         |         |         |         |         | 55           |
| 2e   | Mikko Hirvonen     | 6       | 8       | 8       | 8       | Ab.     | 8       |         |         |         |         |         |         | 38           |
| 3e   | Daniel Sordo       | 8       | 4       | 5       | 6       | 8       | 0       |         |         |         |         |         |         | 31           |
| 4e   | Henning Solberg    | 5       | 5       | 0       | 4       | 6       | 1       |         |         |         |         |         |         | 21           |
| 5e   | Petter Solberg     | -       | 3       | 6       | 5       | Ab.     | 6       |         |         |         |         |         |         | 20           |
| 6e   | Jari-Matti Latvala | 0       | 6       | 0       | Ab.     | 3       | 10      |         |         |         |         |         |         | 19           |
| 7e   | Matthew Wilson     | 2       | 2       | 4       | Ab.     | 4       | 3       |         |         |         |         |         |         | 15           |
| 8e   | Federico Villagra  | -       | -       | 2       | 2       | 5       | Ab.     |         |         |         |         |         |         | 9            |
| 9e   | Sébastien Ogier    | 3       | 0       | Ab.     | 0       | 2       | Ab.     |         |         |         |         |         |         | 5            |
| 9e   | Mads Østberg       | -       | 0       | -       | 3       | -       | 2       |         |         |         |         |         |         | 5            |
| 11e  | Chris Atkinson     | 4       | -       | -       | -       | -       | -       |         |         |         |         |         |         | 4            |
| 11e  | Evgeny Novikov     | -       | 0       | Ab.     | Ab.     | -       | 4       |         |         |         |         |         |         | 4            |
| 13e  | Conrad Rautenbach  | 0       | Ab.     | 3       | Ab.     | Ab.     | 0       |         |         |         |         |         |         | 3            |
| 14e  | Khalid al-Qassimi  | 1       | -       | 1       | 1       | -       | 0       |         |         |         |         |         |         | 3            |
| 15e  | Urmo Aava          | 0       | 1       | -       | -       | -       | -       |         |         |         |         |         |         | 1            |
| 16e  | Nasser Al Attiyah  | -       | -       | 0       | 0       | 1       | 0       |         |         |         |         |         |         | 1            |

| Couleur | Résultat                                                         |
| ------- | ---------------------------------------------------------------- |
| Or      | Vainqueur                                                        |
| Argent  | 2e place                                                         |
| Bronze  | 3e place                                                         |
| Vert    | Classé, dans les points                                          |
| Bleu    | Classé, hors des points Non classé (Nc.)                         |
| Mauve   | Abandon (Ab.) Retrait (Re.)                                      |
| Noir    | Disqualifié (Dq.)                                                |
| Blanc   | N'a pas pris le départ (Np.) Forfait (Forf.) Épreuve annulée (A) |
| Aucune  | N'a pas participé (-)                                            |

### Classement des constructeurs
| Rang | Équipe                             | Rallyes | Rallyes | Rallyes | Rallyes | Rallyes | Rallyes | Rallyes | Rallyes | Rallyes | Rallyes | Rallyes | Rallyes | Total points |
| Rang | Équipe                             | IRL     | NOR     | CYP     | POR     | ARG     | ITA     | GRE     | POL     | FIN     | AUS     | ESP     | GBR     | Total points |
| ---- | ---------------------------------- | ------- | ------- | ------- | ------- | ------- | ------- | ------- | ------- | ------- | ------- | ------- | ------- | ------------ |
| 1er  | Citroën Total WRT                  | 18      | 14      | 16      | 16      | 18      | 5       |         |         |         |         |         |         | 87           |
| 2e   | BP-Ford Abu Dhabi WRT              | 8       | 14      | 10      | 8       | 3       | 18      |         |         |         |         |         |         | 61           |
| 3e   | Stobart VK M-Sport Ford Rally Team | 8       | 8       | 6       | 5       | 10      | 4       |         |         |         |         |         |         | 41           |
| 4e   | Citroën Junior Team                | 5       | 2       | 4       | 0       | 2       | 4       |         |         |         |         |         |         | 17           |
| 5e   | Munchi's Ford World Rally Team     | 0       | 0       | 3       | 4       | 5       | 0       |         |         |         |         |         |         | 12           |